# Limnophora albonigra
Limnophora albonigra är en tvåvingeart som beskrevs av Fritz Isidore van Emden 1965. Limnophora albonigra ingår i släktet Limnophora och familjen husflugor.
Artens utbredningsområde är Sri Lanka. Inga underarter finns listade i Catalogue of Life.